# Dialetto modenese
Il dialetto modenese (nome nativo dialàt mudnés) è una varietà dialettale della lingua emiliana parlata nella città di Modena e nella parte centrale della provincia omonima; più specificamente, è articolato in un sottogruppo di parlate che, con il reggiano, forma un complesso più ampio definito emiliano centrale.

## Storia
Il dialetto modenese è di origine neo-latina, formata dal latino volgare che si è innestato sull'idioma parlato dai precedenti abitanti, i Galli Boi, nel momento dell'occupazione dell'Emilia da parte dei Romani.
Nel sesto secolo d.C. la città viene invasa dai Longobardi; essi introducono, oltre a nuovi lemmi
, l'uso di vocali semiaperte, come la á di páss (leggasi pæss). Tuttavia, il triangolo Soliera-Castelnuovo-Brescello resistette a questi influssi linguistici, tant'è che né il dialetto reggiano, né il modenese della parte ovest della provincia, hanno mai subito quest'influenza.
Nel 1859 Vittorio Emanuele II annette il Ducato al Regno di Italia; il dialetto subisce moltissimo l'influenza dell'italiano, influenza che persiste fino ai giorni nostri. Questa "italianizzazione forzata" ha causato un notevole impoverimento del dialetto modenese, che ha perso molti suoi termini arcaici in favore di nuovi italianismi.

## Diffusione
Il modenese, nelle sue numerose varianti, è diffuso in quasi tutta la provincia di Modena. Nel comune di Castelfranco Emilia (che comprende anche Piumazzo, comune autonomo fino al 1861) si parla un dialetto bolognese rustico occidentale. Ciò non è particolarmente sorprendente, in quanto la località fece parte della provincia di Bologna fino al 1929, e ancora oggi appartiene all'Arcidiocesi di Bologna. Una particolare forma di transizione modenese-bolognese è parlata a Savignano sul Panaro. A Finale Emilia, infine, si parla un dialetto di tipo ferrarese.
Secondo Ethnologue e l'ISTAT, il numero di persone che conoscono questo dialetto è stimabile intorno ai 330.000 locutori (2005), ossia circa il 51% degli abitanti della provincia di Modena (escluso Castelfranco Emilia); questo numerò è in calo, in quanto il numero dei parlanti era stimato in 380.000 unità nel 1980 (78%) e in 430.000 nel 1950 (99%). Il dialetto è ancora molto diffuso nei piccoli paesi della provincia, sia della Bassa sia dell'Appennino, mentre lo è meno a Modena città e nei comuni più urbani.Nei primi decenni del XXI secolo, il dialetto modenese pare oggetto di rinnovata attenzione degli abitanti della provincia, come dei media e degli enti locali. L'emittente televisiva locale TRC-Telemodena trasmette dal 2004 la trasmissione "Mo pensa te", dedicata al dialetto modenese e all'ambito culturale emiliano-romagnolo, e nel 2016 il comune di Modena ha inserito una versione in dialetto modenese nell'opuscolo turistico della Ghirlandina (accanto all'italiano e alle traduzioni in inglese, russo e cinese).

## Varianti del modenese
Il modenese propriamente detto, chiamato talvolta modenese di città o modenese urbano, è parlato nel centro storico di Modena. Nei dintorni (comuni di Formigine, Maranello, Castelvetro, Spilamberto, Savignano sul Panaro, Vignola, San Cesario sul Panaro, Castelnuovo Rangone, Nonantola, Ravarino, Bomporto e Camposanto), si parlano vari dialetti modenesi rustici, le cui particolarità aumentano man mano che la distanza dal centro urbano aumenta.
Nel resto della provincia sono diffuse quattro macrovarianti che, pur presentando chiare affinità con il modenese, sono troppo caratterizzate da tratti propri per essere considerate sue parlate rustiche:
- nella Bassa orientale (comuni di Mirandola, San Felice sul Panaro, Cavezzo, Medolla, San Possidonio, San Prospero, Concordia sulla Secchia) è diffuso il Mirandolese, piuttosto conservativo nel vocalismo e leggermente influenzato dai dialetti dell'Oltrepò mantovano.
- nell'area compresa tra Sassuolo e Fiorano è diffusa una variante simile al reggiano parlato nell'area compresa tra Scandiano-Rubiera-Castellarano.
- nella Bassa occidentale (comuni di Carpi, Novi di Modena, San Prospero, Bastiglia e Campogalliano) è diffuso il Carpigiano, che non si discosta eccessivamente dal modenese propriamente detto e influenza i dialetti della confinante pianura reggiana.
- in montagna (nei 18 comuni delle Comunità montane del Frignano, dell'Appennino Ovest e dell'Appennino Est) è diffuso il Frignanese, varietà decisamente frammentaria e maggiormente divergente rispetto al modenese urbano.

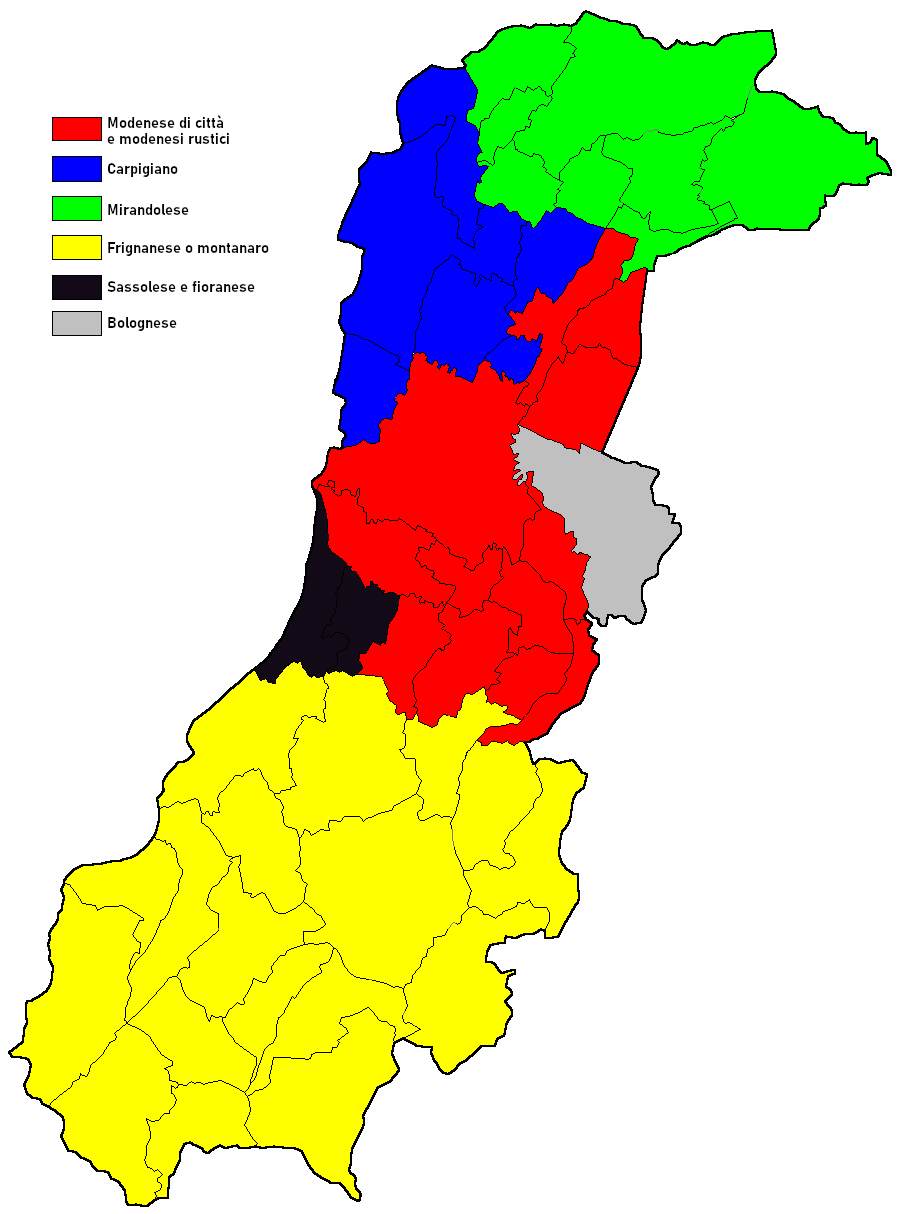
Diffusione delle principali varianti del dialetto modenese all'interno della provincia.

Queste varianti sono intelligibili tra loro e, in ogni caso, i confini tra una parlata e l'altra sono sfumati e graduali.

### Il sassolese e il fioranese
Questa varietà è parlata nell'area compresa tra Sassuolo e Fiorano. Essa, pur modenese di genesi, possiede elementi che l'accostano al dialetto della vicina area reggiana Scandiano-Rubiera-Castellarano. Tali caratteristiche sono il dittongo ou in finale di parola e il dittongo ei. "Dunque" è tradotto dounca al contrario del donca nel modenese, "fiore" è tradotto fiour al contrario del modenese fior, "amore" è tradotto amour al contrario del modenese amor, "sopra" è tradotto souver al contrario del modenese sover, "sole" è tradotto soul al contrario del modenese sôl, e "giovane" è tradotto souven al contrario del modenese sôven. Allo stesso modo, "mese" è tradotto meis al contrario del modenese mês, "paese" è tradotto paeis al contrario del modenese paes e "spesa" è tradotto speisa al contrario del modenese spesa.

### Il mirandolese
Questa varietà è parlata nella bassa vicino a Mirandola, nel nord della provincia; ha subito qualche influenza dal mantovano e dal ferrarese, rendendo la pronuncia delle vocali più aperte. Risulta invece assente nel mirandolese la palatalizzazione della vocale latina tonica a che invece caratterizza il resto della regione.

Scarsa ma importante la produzione letteraria redatta in questo dialetto: si ricorda il celebre Barnardon, uno dei più antichi lunari d'Italia pubblicato tutt'oggi, La divino commedia, traduzione di Gianni Bellini dell'Inferno di Dante.

Note anche le poesie di Brunetta Panzani Quand al Sgnòr al girava pr'il stradi (Vilmo Cappi, 1979) e La coa dal gatt e alti storii.

Di singolare importanza è anche Il nuovo vocabolario mirandolese-italiano di Eusebio Meschieri, pubblicato nel 1932. La prima versione del "vocabolario Mirandolese - Italiano" compilato da Eusebio Meschieri (maestro normale superiore) risale al 1876 (Bologna - Regia Tipografia).

### Il carpigiano
Questa varietà viene parlata nelle vicinanze di Carpi, nella parte occidentale della provincia; ha subito una forte influenza dal dialetto reggiano e, a sua volta, influenza parecchio il reggiano di Correggio.
Differisce dal modenese soprattutto per quanto riguarda le vocali: quando una vocale accentata ha un suono intermedio tra a ed o oppure tra a ed e, in modenese si sceglierà (graficamente) di scrivere sempre a e si tenderà a pronunciarlo come tale; in carpigiano, invece, si tenderà a scrivere e pronunciare o nel primo caso, e nel secondo.

Degno di nota è il libro Poesie in dialetto carpigiano di Argia Montorsi.

### Il frignanese
Il frignanese è il dialetto dell'Appennino modenese, dai confini con la montagna reggiana e quella bolognese.

## Fonologia

### Vocali
Lo spazio vocalico del dialetto modenese di città corrisponde a quello dell'italiano, comprendendo le sette vocali: /a/, /ɛ/, /e/, /i/, /ɔ/, /o/, /u/. Esse possono tutte presentarsi in posizione tonica, mentre, per quanto riguarda la posizione atona, l’inventario si riduce a /a/, /e/, /i/, /o/, /u/, in accordo con quanto accade in italiano. La differenza più significativa rispetto all’italiano è legata alla presenza di una opposizione di durata fonologicamente distintiva delle vocali toniche /a/, /ɛ/, /e/, /ɔ/, /o/ (/V/ vs /V:/, cioè vocale breve vs. vocale lunga). Le vocali /i/ e /u/, invece, si presentano esclusivamente nelle rispettive versioni lunghe (/i:/ e /u:/) in posizione tonica.. Nell'ortografia, tale differenza viene marcata tramite l'uso di accenti e diacritici sulle vocali toniche, anche se a tutt'oggi non esiste una convenzione di scrittura universalmente accettata. Le vocali atone sono sempre brevi e si scrivono e si leggono come in italiano.
| Grafia  | Fonema                                                                | Esempio            | Pronuncia  | Equivalente |
| ------- | --------------------------------------------------------------------- | ------------------ | ---------- | ----------- |
| â       | [a:] - a lunga                                                        | gât (gatto)        | [ˈɡaːt]    | mare        |
| ê       | [ɛ:] - e aperta lunga                                                 | lêt (letto)        | [ˈlɛːt]    | zero        |
| ē       | [e:] - e chiusa lunga                                                 | prēda (pietra)     | [ˈpreː.da] | meno        |
| ô       | [ɔ:] - o aperta lunga                                                 | bôsch (bosco)      | [ˈbɔːsk]   | moto        |
| ō       | [o:] - o chiusa lunga                                                 | dulōr (dolore)     | [du.ˈloːr] | dolore      |
| î       | [i:] - i lunga                                                        | marî (marito)      | [ma.ˈriː]  | vita        |
| û       | [u:] - u lunga                                                        | carsû (cresciuto)  | [kar.ˈsuː] | crudo       |
| ä, ë, ö | [a] - a breve prima di sequenze ortografiche di due consonanti uguali | Sëccia (Secchia)   | [ˈsa.ʧa]   | radice      |
| à       | [a] - a breve                                                         | mànd (mondo)       | [ˈmand]    | città       |
| è       | [ɛ] - e aperta breve                                                  | lè (lì)            | [ˈlɛ]      | caffè       |
| é       | [e] - e chiusa breve                                                  | prém (primo)       | [ˈprem]    | cenere      |
| ò       | [ɔ] - o aperta breve                                                  | sò (su)            | [ˈsɔ]      | andò        |
| ó       | [o] - o chiusa breve                                                  | rósch (spazzatura) | [ˈrosk]    | totale      |

### Consonanti
Il sistema consonantico del modenese non si discosta molto da quello italiano, presentando comunque importanti differenze, come l'assenza della fricativa post-alveolare sorda [ʃ]. La differenza più significativa rispetto all'italiano è l'assenza delle consonanti geminate (le cosiddette "doppie") nel sistema fonologico del modenese, anche se l'ortografia tende comunque a presentare lettere doppie, in analogia con le corrispondenze in italiano e per ragioni etimologiche.

#### G', C', Gh, Ch
Dal punto di vista dell'ortografia, in finale di parola le lettere /g/ e /c/ aggiungono una h per indicare le occlusive velari, un apostrofo (') per indicare le affricate palatali.
| Grafia | Fonema | Esempio                            | Pronuncia         | Equivalente |
| ------ | ------ | ---------------------------------- | ----------------- | ----------- |
| ch     | [k]    | Castelfrânch (Castelfranco Emilia) | [ka.stel.ˈfraːŋk] | cosa        |
| c'     | [ʧ]    | cócc' (spinta)                     | [ˈkoʧ]            | cera        |
| gh     | [g]    | fèregh (fargli)                    | [ˈfεː.reɡ]        | gatto       |
| g'     | [ʤ]    | curag' (coraggio)                  | [ku.ˈraːʤ]        | gelo        |

#### S , Z
Le lettere s z indicano le due fricative alveo-dentali [s] e [s̪]. Spesso nell'ortografia tradizionale si usa un puntino per indicare le fricative alveo-dentali sonore [z] e [z̪].
| Grafia | Fonema | Esempio     | Pronuncia |
| ------ | ------ | ----------- | --------- |
| s      | [s]    | acsè (così) | [ak.ˈsɛː] |
| ṡ      | [z]    | aṡē (aceto) | [a.ˈzeː]  |

| Grafia | Fonema | Esempio     | Pronuncia |
| ------ | ------ | ----------- | --------- |
| z      | [s̪]    | zēl (cielo) | [ˈs̪eːl]   |
| ż      | [z̪]    | żēl (gelo)  | [ˈz̪eːl]   |

Nella parlata di città le due consonanti sono tipicamente realizzate in modo simile alle fricative alveolari [s] e [z], con un punto di articolazione particolarmente dentalizzato. Bisogna notare come la pronuncia vari sensibilmente da zona a zona: ad esempio, dette consonanti possono essere realizzate come fricative alveolari, corrispondenti a [s] e [z], o come affricate alveolari [ts] e [dz].

#### S'c
Il suono [ʃ] non esiste in modenese, quindi, a differenza dell'italiano, le grafie sci, sce, scio ecc. corrispondono alle pronunce [sʧi], [sʧe], [sʧo] ecc.. Spesso in questi casi si aggiunge un apostrofo per evitare confusione con la pronuncia italiana.
| Esempio          | Pronuncia |
| ---------------- | --------- |
| s'cèt (schietto) | [ˈsʧɛːt]  |
| s'ciòp (fucile)  | [ˈsʧɔːp]  |

#### J
La lettera j indica la semivocale [j].
| Esempio          | Pronuncia |
| ---------------- | --------- |
| tvâja (tovaglia) | [ˈtvaːja] |
| mójj (bagnato)   | [ˈmoj]    |

## Grammatica
La grammatica modenese presenta alcune differenze da quella dell'italiano standard. Essa presenta molti costrutti di carattere tipicamente francese e altre influenze galliche.

### Morfologia

#### Articoli
Per quanto riguarda gli articoli, il modenese ha una struttura piuttosto simile all'italiano; tuttavia esistono, in aggiunta agli altri, gli articoli indeterminativi plurali, che corrispondono circa al nostro [del/della/degli/delle].
|           | Determinativo Singolare | Indeterminativo Singolare | Determinativo Plurale | Indeterminativo Plurale |
| --------- | ----------------------- | ------------------------- | --------------------- | ----------------------- |
| Maschile  | al, l'                  | un                        | i, gli                | d'i                     |
| Femminile | la, l'                  | ónna, 'na                 | él, éj, j, le         | d'él                    |

#### Pronomi
I pronomi dimostrativi sono:
Singolare:
M
- quást [questo];
- quáll [quello];
- chelò, chilò [colui];

F
- quásta [questa];
- quálla [quella];
- chelê, chelê [colei];

Plurale:
M
- quìst [questi];
- quî [quelli];
- chelôr, chilôr [coloro];

F
- quìsti [queste];
- quìli [quelle];
- chelôr, chilôr [coloro];

##### Pronomi personali
Per quanto riguarda i pronomi personali, nel modenese la faccenda si fa più complessa: al contrario dell'italiano, occorre sempre esplicitare il soggetto in presenza del verbo. Inoltre i pronomi personali esistono in due forme: la prima forma è uguale all'italiano, mentre la seconda forma è una sorta di rafforzativo che si interpone tra la prima ed il verbo.
| Italiano    | Prima Forma | Seconda Forma    |
| ----------- | ----------- | ---------------- |
| Io          | Mè          | A                |
| Tu          | Tè          | Te / Et          |
| Lui         | Lò          | Al / L' / L / El |
| Lei         | Lê          | La / L'          |
| Esso (Imp.) | -           | A                |
| Noi (m.)    | Nuèter      | A                |
| Noi (f.)    | Nuètri      | A                |
| Voi (m.)    | Vuèter      | A                |
| Voi (f.)    | Vuètri      | A                |
| Essi        | Lôr         | É / I / El       |
| Esse        | Lôr         | J / Li / L'      |

La prima è utilizzata in assenza di verbo e quando il pronome non è il soggetto, la seconda in caso contrario; le due forme possono ricorrere assieme. Esempio:
- Chi à ciacarê? Mè! - Chi ha parlato? Io! (1ª forma)
- A sun andê a cà - Sono andato a casa. (2ª forma)
- Mè a sun andê a cà - Io sono andato a casa. (1ª + 2ª forma)

In certi casi si interpone una I eufonica tra pronome e verbo.
- A-i-avám pérs al treno - Abbiamo perso il treno.

La forma impersonale si usa nelle locuzioni di questo tipo:
- A piôv - piove.

#### Aggettivi
Gli aggettivi in italiano hanno due generi (maschile e femminile) e due numeri (singolare e plurale). Concordano per genere e numero col sostantivo a cui si riferiscono.
| Classe | genere    | desinenza singolare | desinenza plurale |
| ------ | --------- | ------------------- | ----------------- |
| 1ª     | maschile  | / (röss, rosso)     | - (röss, rossi)   |
| 1ª     | femminile | -a (rössa, rossa)   | -i (rössi, rosse) |

Gli aggettivi possessivi sono:
| persona      | maschile singolare | femminile singolare | maschile plurale | femminile plurale |
| ------------ | ------------------ | ------------------- | ---------------- | ----------------- |
| 1ª singolare | mê                 | mê                  | mê               | mê                |
| 2ª singolare | tô                 | tô                  | tô               | tô                |
| 3ª singolare | sô                 | sô                  | sô               | sô                |
| 1ª plurale   | nòster             | nòstra              | nòster           | nòstri            |
| 2ª plurale   | vòster             | vòstra              | vòster           | vòstri            |
| 3ª plurale   | sô                 | sô                  | sô               | sô                |

Gli aggettivi dimostrativi sono:
Singolare:
M
- sté, st' [questo];
- cal, cl' [quello];

F
- sta, st' [questa];
- cla, cl' [quella];

Plurale:
M
- sti [questi];
- chi [quelli];

F
- st'al [queste];
- cal [quelle];

Esempi:
M
- Sté lébber chè l'è s'cianchê (Questo libro è strappato);
- Cal lébber lè l'è s'cianchê (Quel libro è strappato);
- Sti lébber chè i éin s'cianchêdi (Questi libri sono strappati);
- Chi lébber lè i éin s'cianchêdi (Quei libri sono strappati).

F
- Sta scràna chè l'è ràta (Questa sedia è rotta);
- Cla scràna lè l'è ràta (Quella sedia è rotta);
- St'él scràni chè él-i-èin ràti (Queste sedie sono rotte);
- Cal scràni lè él-i-èin ràti (Quelle sedie sono rotte).

#### Preposizioni
Le preposizioni semplici sono:
- ed, de [di]
- a [a]
- da [da]
- in d, in t [in]
- cun [con]
- só [su]
- per, pr' [per]
- tra [tra]
- fra [fra]

NOTA: localmente la preposizione "sò" può diventare "ed coo" o, verso il Bolognese, "in vàta".
Le preposizioni articolate sono:
|            | al     | la     | i     | le     |
| ---------- | ------ | ------ | ----- | ------ |
| ed (de)    | dal    | dla    | di    | dél    |
| a          | al     | a la   | a i   | a'l    |
| da         | dal    | d la   | dai   | da'l   |
| in d' (t') | in dal | in dla | in di | in dél |
| cun        | cun al | cun la | cun i | cun él |
| só         | sul    | sólla  | sui   | só'l   |
| par, pr'   | pr'al  | per la | pr'i  | pr'él  |
| tra        | tr'al  | tra la | tra i | tra'l  |
| fra        | fr'al  | fra la | fra i | fra'l  |

### Verbi
Nel modenese, come in italiano, vi sono quattro modi verbali finiti, l'indicativo, il congiuntivo, il condizionale e l'imperativo, e tre modi infiniti, l'infinito, il gerundio ed il participio.

#### Modo infinito
L'infinito è la forma del verbo che si trova nei vocabolari, e ne distingue l'appartenenza, a seconda della desinenza all'infinito, ad una coniugazione.

Nel modenese esistono tre coniugazioni verbali: la prima (desinenza -èr accentata), la seconda (desinenza -er non accentata) e la terza (desinenza -ir).

Tuttavia, come in latino, e a differenza dell'italiano, nel modenese esistevano anticamente quattro coniugazioni: la prima coniugazione aveva desinenza -ar; in seguito, causa la palatizzazione della [a] in [e] propria dei dialetti emiliani, essa è collassata interamente in -èr ed è scomparsa.

#### Modo indicativo
L'indicativo è composto da quattro tempi, ossia il presente, l'imperfetto, passato remoto ed il futuro; inoltre vi sono i quattro tempi composti, che sono passato prossimo (presente + pp), trapassato prossimo (imperfetto + pp), trapassato remoto (passato rem. + pp) e futuro anteriore (futuro + pp). Come avvenuto per molte lingue settentrionali il passato remoto è stato, nel tempo, rimpiazzato dal passato prossimo sopravvivendo solo nei contesti più formali.
Essere:
|          | Presente | Imperfetto | Passato Rem. | Futuro |
| -------- | -------- | ---------- | ------------ | ------ |
| Mè a     | sun      | -i éra     | fó           | srò    |
| Tè t'    | è        | ér         | fóss         | srê    |
| Lò 'l    | è        | éra        | fó           | srà    |
| Nuèter a | sámm     | i-éren     | fónn         | srámm  |
| Vuèter a | sî       | i-éri      | fóssi        | srî    |
| Lôr i    | én       | éren       | fónn         | srân   |

Avere:
|          | Presente | Imperfetto | Passato Rem. | Futuro    |
| -------- | -------- | ---------- | ------------ | --------- |
| Mè a     | -i ò     | -i avíva   | -i avè       | -i avrò   |
| Tè t'    | ée       | avìv       | avéss        | avrê      |
| Lò 'l    | â        | avìva      | avè          | avrâ      |
| Nuèter a | -i avámm | -i avíven  | -i avénn     | -i avrámm |
| Vuèter a | -i avî   | -i avívi   | -i avéssi    | -i avrî   |
| Lôr i    | ân       | avíven     | avénn        | avrân     |

1ª Coniugazione: Cantêr (cantare)
|          | Presente | Imperfetto | Passator Rem.   | Futuro    |
| -------- | -------- | ---------- | --------------- | --------- |
| Mè a     | cant     | cantèva    | canté           | cantarò   |
| Tè t'    | cant     | cantèv     | cantéss         | cantarê   |
| Lò 'l    | canta    | cantèva    | canté o cantò   | cantarà   |
| Nuèter a | cantámm  | cantèven   | cantén          | cantarámm |
| Vuèter a | cantê    | cantèvi    | cantéssi        | cantarî   |
| Lôr i    | cànten   | cantèven   | cantén o cantòn | cantarân  |

2ª Coniugazione: Lèżer (leggere)
|          | Presente | Imperfetto | Passato Rem. | Futuro  |
| -------- | -------- | ---------- | ------------ | ------- |
| Mè a     | lèż      | liżíva     | liżè         | liżrò   |
| Tè t'    | lèż      | liżív      | liżéss       | liżrê   |
| Lò 'l    | lèż      | liżíva     | liżè         | liżrà   |
| Nuèter a | liżámm   | liżíven    | liżén        | liżrámm |
| Vuèter a | liżî     | liżívi     | liżéssi      | liżrî   |
| Lôr i    | léżen    | liżíven    | liżén        | liżrân  |

3ª Coniugazione: Durmîr (dormire)
|          | Presente | Imperfetto | Passato Rem. | Futuro    |
| -------- | -------- | ---------- | ------------ | --------- |
| Mè a     | dòr(e)m  | durmíva    | durmé        | durmirò   |
| Tè t'    | dòr(e)m  | durmív     | durméss      | durmirê   |
| Lò 'l    | dòr(e)m  | durmíva    | durmé        | durmirâ   |
| Nuèter a | durmámm  | durmíven   | durmén       | durmirámm |
| Vuèter a | durmî    | durmívi    | durméssi     | durmirî   |
| Lôr i    | dòrmen   | durmíven   | durmén       | durmirân  |

#### Modo congiuntivo
Il congiuntivo ha due tempi, ossia il presente e l'imperfetto; inoltre vi sono i due tempi composti, che sono il passato (presente + pp) e trapassato (imperfetto + pp).
Essere:
|               | Presente | Imperfetto |
| ------------- | -------- | ---------- |
| (Mè) ch'a     | sia      | fóss       |
| (Tè) ch'ét    | sî       | fóss       |
| (Lò) ch'al    | sia      | fóss       |
| (Nuèter) ch'a | sámma    | fóssen     |
| (Vuèter) ch'a | sìdi     | fóssi      |
| (Lôr) ch'i    | sìen     | fóssen     |

Avere:
|               | Presente | Imperfetto |
| ------------- | -------- | ---------- |
| (Mè) ch'a     | i-àva    | i-avéss    |
| (Tè) ch'ét    | àv       | avéss      |
| (Lò) ch'al    | àva      | avéss      |
| (Nuèter) ch'a | i-avámma | i-avéssen  |
| (Vuèter) ch'a | i-avìdi  | i-avéssi   |
| (Lôr) ch'i    | i-àven   | i-avéssen  |

1ª Coniugazione: Cantêr (cantare)
|               | Presente | Imperfetto |
| ------------- | -------- | ---------- |
| (Me) ch'a     | canta    | cantéss    |
| (Tè) ch'ét    | cant-    | cantéss    |
| (Lò) ch'al    | canta    | cantéss    |
| (Nuèter) ch'a | cantámma | cantéssen  |
| (Vuèter) ch'a | cantèdi  | cantéssi   |
| (Lôr) ch'i    | canten   | cantéssen  |

2ª Coniugazione: Lèżer (leggere)
|               | Presente | Imperfetto |
| ------------- | -------- | ---------- |
| (Mè) ch'a     | lèża     | liżéssa    |
| (Tè) ch'ét    | lèż-     | liżéss     |
| (Lò) ch'al    | lèża     | liżéssa    |
| (Nuèter) ch'a | liżámma  | liżéssen   |
| (Vuèter) ch'a | liżìdi   | liżéssi    |
| (Lôr) ch'i    | léżen    | liżéssen   |

3ª Coniugazione: Durmîr (dormire)
|               | Presente | Imperfetto |
| ------------- | -------- | ---------- |
| (Mè) ch'a     | dòrma    | durméssa   |
| (Tè) ch'ét    | dòrem-   | durméss    |
| (Lò) ch'al    | dòrma    | durméssa   |
| (Nuèter) ch'a | durmámma | durméssen  |
| (Vuèter) ch'a | durmìdi  | durméssi   |
| (Lôr) ch'i    | dòrmen   | durméssen  |

#### Modo condizionale
Il condizionale ha un solo tempo, il presente, più un tempo composto, il passato, formato da presente + pp.
Essere:
|          | Presente |
| -------- | -------- |
| Mè a     | srèv     |
| Tè t'    | sréss    |
| Lò 'l    | srèv     |
| Nuèter a | srèven   |
| Vuèter a | srèssi   |
| Lôr i    | srèven   |

Avere:
|          | Presente  |
| -------- | --------- |
| Mè a     | i-avrèv   |
| Tè t'    | avèss     |
| Lò 'l    | avrèv     |
| Nuèter a | i-avrèven |
| Vuèter a | i-avrèssi |
| Lôr i    | avrèven   |

1ª Coniugazione: Cantêr (cantare)
|          | Presente   |
| -------- | ---------- |
| Mè a     | cantarèv   |
| Tè t'    | cantarèss  |
| Lò 'l    | cantarèv   |
| Nuèter a | cantarèven |
| Vuèter a | cantarèssi |
| Lôr i    | càntarèven |

2ª Coniugazione: Lèżer (leggere)
|          | Presente |
| -------- | -------- |
| Mè a     | liżrèv   |
| Tè t'    | liżréss  |
| Lò 'l    | liżrèv   |
| Nuèter a | liżrèven |
| Vuèter a | liżrèssi |
| Lôr i    | liżrèven |

3° Coniugazione: Durmîr (dormire)
|          | Presente   |
| -------- | ---------- |
| Mè a     | durmirèv   |
| Tè t'    | durmirèss  |
| Lò 'l    | durmirèv   |
| Nuèter a | durmirèven |
| Vuèter a | durmirèssi |
| Lôr i    | durmirèven |

#### Modo imperativo
L'imperativo ha un solo tempo, il presente, e difetta della 1ª singolare.
Essere:
|       | Imperativo          |
| ----- | ------------------- |
| (Tè)  | sî!                 |
| (Ló)  | Al sia!             |
| (Nó)  | sámm!               |
| (Vó)  | sie o sièdi o sìdi! |
| (Lôr) | i sîn!              |

Avere:
|       | Imperativo          |
| ----- | ------------------- |
| (Tè)  | àv o abi!           |
| (Ló)  | l'abia!             |
| (Nó)  | avámm!              |
| (Vó)  | avìdi o avì o abiè! |
| (Lôr) | i àbien!            |

1ª Coniugazione: Cantêr (cantare)
|       | Imperativo |
| ----- | ---------- |
| (Tè)  | canta!     |
| (Ló)  | al canta!  |
| (Nó)  | cantamm!   |
| (Vó)  | cantè!     |
| (Lôr) | cànten!    |

2ª Coniugazione: Lèżer (leggere)
|       | Imperativo |
| ----- | ---------- |
| (Tè)  | léż!       |
| (Ló)  | al léża!   |
| (Nó)  | liżàmm!    |
| (Vó)  | lizî!      |
| (Lôr) | léżen!     |

3ª Coniugazione: Durmîr (dormire)
|       | Imperativo |
| ----- | ---------- |
| (Tè)  | dòr(e)m!   |
| (Ló)  | al dòrma!  |
| (Nó)  | durmàmm!   |
| (Vó)  | durmî!     |
| (Lôr) | dòrmen!    |

#### Modo gerundio
Il gerundio ha un solo tempo, il presente, più un tempo composto formato da presente + pp.
Come l'infinito, è impersonale.
| Essere | Avere |
| essánd | avánd |

| 1ª Coniugazione: Cantêr (cantare) | 2ª Coniugazione: Lèżer (leggere) | 3ª Coniugazione: Durmîr (dormire) |
| cantánd                           | liżánd                           | durmánd                           |

#### Modo participio
Il participio ha un solo tempo, il passato.
| Essere | Avere |
| sté    | avú   |

| 1ª Coniugazione: Cantêr (cantare) | 2ª Coniugazione: Lèżer (leggere) | 3ª Coniugazione: Durmîr (dormire) |
| canté                             | liżù o lét                       | durmì                             |

Come per l'italiano questo modo risulta essere estremamente irregolare, non sono infrequenti, a tal proposito, eccezioni alle regole. Tra quelle più comuni figurano:
- Vàdder (vedere) con forma vèst.
- Tór (torre, cioè togliere, usato spesso nell'accezione di prendere) con forma tólt.

## Vocabolario
- Admàn (talvolta Dmàn): domani;
- Bèle: di già;
- Bicér: bicchiere;
- Cà: casa;
- Catēr: trovare;
- Ciàcri: chiacchiere;
- Ciòch: rumore;
- Cultēl: coltello;
- Desfèr: rompere;
- Dōp-meżdè (talvolta Dōp prànż o Bassóra): pomeriggio;
- Dutōr: dottore;
- Gabiàn: gabbiano;
- Gninta: niente;
- Incō: oggi;
- Mánd: mondo;
- Marî: marito;
- Mèdra: madre;
- Mujéra: moglie;
- Pamdòr: pomodoro;
- Pèder: padre;
- Prēda: pietra
- Putèin, putèina: bambino, bambina;
- Patàca: patata;
- Ragazōl, ragazōla: ragazzo, ragazza;
- Ravanèl: rapanello;
- Scràna: sedia;
- S'cianchēr: rompere;
- Tèvla: tavolo;
- Óss: porta;
- Vèc', vècia: vecchio, vecchia;
- Zampòun: zampone;
- Zēl: cielo;
- Zitè: città.

Qualche frase in modenese:
- A-n dîr dal caiunèdi!: Non dire stupidaggini!
- 'Sa vōt? raramente C'sa vōt?: Cosa vuoi?
- Ca t' gnîs un càncher!: "Che ti venisse un accidente", frase di disprezzo (anche scherzosa) rivolta a qualcuno;
- Ciapèr la bàla: "Ubriacarsi"
- Druvèr 'na carióla quànd l'è bèle s'cianchèda: "Usare una carriola quando è già rotta", aspettare troppo ad usare le cose
- In du' vēt?: Dove vai?
- L'aqua la fà i caplètt: "L'acqua fa i cappelletti", riferito allo spruzzo di forma circolare che fanno le gocce d'acqua quando piove forte.
- Tîn bòta: "Tieni botta", resisti.
- Stàm só d'adòs! "Stammi su d'addosso", lasciami in pace.

## Esempi
L'inféren ed Dante
In d'al mêz d'al camîn d'la nostra vétta

a-m sun catê in d'na furèsta bura,

c'l'a-s s'éra pèrsa la strèda drétta. 
Ahi, niànch a dìrel, la strêda l'è dura

ed quèst bôsch, selvâg' e oscûr

c'al sôl pinsêr al fa gnîr pòra! 
Tant' él amêr che pòch pió l'è la mòrt;

ma per ciacarêr d'al bèin ch'a g'ò catê,

a drò ed quáll c'a-i-ò vést tentànd la sòrt.
A-n sun mia bòun ed ridîr cum a sun entrê,

tant' a-i-éra asunê a quel pùnt

c'la bòuna strèda a-i-ò abandunê.
Ma po' a sun arivê a i pê ed 'na muntàgna,

là, in duv l'éra finî la vâl

c'la m'avìva rimpî al côr d'ogni magàgna,
a-i-ò guardê in èlt e a-i-ò vést al piân

vistî d'i râg' d'al sôl

c'i culpìssen la fàża d'ogni cristiân... 
Inferno - Canto I (Dante Alighieri)
Nel mezzo del cammin di nostra vita

mi ritrovai per una selva oscura,

ché la diritta via era smarrita.
Ahi quanto a dir qual era è cosa dura

esta selva selvaggia e aspra e forte

che nel pensier rinova la paura!
Tant' è amara che poco è più morte;

ma per trattar del ben ch'i' vi trovai,

dirò de l'altre cose ch'i' v'ho scorte.
Io non so ben ridir com' i' v'intrai,

tant' era pien di sonno a quel punto

che la verace via abbandonai.
Ma poi ch'i' fui al piè d'un colle giunto,

là dove terminava quella valle

che m'avea di paura il cor compunto,
guardai in alto e vidi le sue spalle

vestite già de' raggi del pianeta

che mena dritto altrui per ogne calle...
Trasposizione del Padre Nostro
Pèder nòster, t'è la sò in dal Paradìś
a sprèr che tótt it vóien bèin
e che un gióren et pos éser al Pèder
ed tótta la gìnt e ch'i tô fiô i-t rispèten
e it dagh'n a mèint cum la sò tra'l nóvvli,
anch'in st'al mánd tribulê.
Aiùtes a catèr tótt i dè al pan sóvra la tèvla
e da-s 'na màn a èser bòun e a perdunèr
chi s'à fàt di tòrt, acsè ch'et pòs srèr un òc' sóvra i nòster.
Cmè tótt i bòun pèder aiutes a vìnzer i trést deśidéri
e tìn al mèl luntàn dal mánd.
Amen.
Trasposizione dell'Ave Maria
Ev Maria, pìna ed gràzi,
al Sgnór l'è tégh.
Tè t'è bendátta tr'al dánn
e bendátt l'è 'l frùt dal tô sèin, Geśó.
Santa Maria, Mèdra dal Sgnór,
préga per nuèter pcadór,
adèsa e in dal mumèint dla nòstra mòrt.
Amen.

## Lessicografia
Non esiste una grafia certa del dialetto modenese, come accade per molti dialetti. Le convenzioni qui utilizzate sono un mix estrapolato da varie fonti e non hanno alcuna pretesa di essere definitive.